# قانون الإجهاض
قانون الإجهاض هو التشريع والقانون العام الذي يحظر، يقيد أو ينظم إجراء الإجهاض. ويعد الإجهاض من المواضيع المثيرة للجدل في كثير من المجتمعات عبر التاريخ لأسباب دينية وأخلاقية ومجتمعية وسياسية. فوضعت قوانين لحظره في كثير من الأحيان، وفي أحيان أخرى وضعت قوانين لإباحته وتنظيمه. ووفقًا لمنظمة الصحة العالمية (WHO)، فإن معدلات الإجهاض متساوية تمامًا في البلدان التي يباح فيها الإجهاض قانونيًا والبلاد التي يحظر فيها الإجهاض، وذلك بسبب عدم توفر وسائل منع الحمل الحديثة في البلاد التي تحظر الإجهاض مما يتسبب في ارتفاع حالات الحمل الغير مرغوب فيه وبالتالي السعي لإجهاضه. وطبقًا لمنظمة الصحة العالمية أيضًا فإن أعداد حالات الإجهاض عمومًا آخذة في الانخفاض بسبب زيادة الفرص المتاحة للسيدات للحصول على وسائل منع الحمل المناسبة. وقيم حاليًأ ما يقرب من ثلثي نساء العالم في البلدان التي يمكن إجراء الإجهاض فيها بالطلب ولأسباب اجتماعية أواقتصادية أو الشخصية.

## تاريخيًا
مورس الإجهاض منذ العصور القديمة، باستخدام مجهضات طبيعية كبعض النباتات. ويظهر في بعض النصوص القديمة عقوبات مشددة للمرأة التي تقوم بإجهاض نفسها دون رغبة زوجها، كما احتوت العديد من النصوص الدينية إدانات شديدة للإجهاض وتوصيات بالتكفير عنه كذنب.
في القرن ال19، بدأت العديد من الدول الغربية بوضع قوانين تجرم الإجهاض أو وضع مزيد من القيود على ممارسته، وذلك بقيادة الجماعات المناهضة للإجهاض وهي جماعات محافظة تعارض الإجهاض لأسباب أخلاقية، بالإضافة إلى الأطباء الذين رفضوا الإجهاض استنادًا إلى الخطر الذي يمثله على صحة الأم. ومع ذلك، استمرت ممارسات الإجهاض البعيدة عن أعين القانون والطب، وكان من الصعب الحصول على أدلة كافية لمحاكمة النساء والأطباء بتهمة الإجهاض. كما في حالة الطبيب الكندي هنري مورجينتالير والذي كان أول طبيب كندي بقوم بعد الحرب العالمية الثانية بإجراء جراحات قطع القناة المنوية كوسيلة لمنع الحمل عند الرجال، كما كان أول من قام بتركيب أجهزة منع الحمل للسيدات الغير متزوجات وقام بتزويدهن بحبوب منع الحمل، كما قام بافتتاح عيادته الخاصة لإجاء عمليات الإجهاض مخالفًا بذلك قانون الدولة في ذلك الوقت والذي اعتبره هنري قانونًا غير عادل ويضع قيودًا ثقيلة على كاهل السيدات الراغبات في الإجهاض. وبين عامي 1973 و 1975، وحوكم هنري ثلاث مرات لخرقه قانون الإجهاض، وفي كل مرة تمت تبرئته.
وفي أوائل القرن العشرين بدأت بعض الدول بالسماح بالإجهاض لحماية حياة الأم في بعض الأحيان، وبناءً على طلب الأم في أحيان أخرى. وفي الاتحاد السوفيتي وتحت قيادة فلاديمير لينين شُرّع الإجهاض بناءً على طلب الأم عام 1920, ولكن تم تعديل هذا القانون تحت حكم جوزيف ستالين عام 1936 بالسماح بالإجهاض في حالة تهديد الحمل لصحة وحياة الأم فقط، وذلك بهدف زيادة تعداد السكان قبالة الحرب العالمية الثانية وتحويل الاتحاد السوفيتي من مجتمع زراعي إلى مجتمع صناعي.
وفي ثلاثينيات القرن العشرين قامت العديد من الدول مثل (بولندا، المغرب، تركيا، السويد، المكسيك، أيسلندا) بإباحة الإجهاض في ظوف محددة مثل (الحمل بسبب الاغتصاب، الحمل المهدد لحياة الأم، الأجنة المشوهة). كما عاد قانون إباحة الإجهاض بناءً على طلب الأم للاتحاد السوفيتي عام 1955, بالإضافة إلى إباحته في دول حلفاء الاتحاد السوفيتي بضغط منه كما في (بولندا، هنجاريا، بلغاريا، رومانيا).
وباكتشاف حبوب منع الحمل ما بين عامي 1950 و 1960 حدثت تغيرات طفيفة بقوانين الإجهاض في بعض الدول، حيث حددت المملكة المتحدة قانونًا يسمح بالإجهاض ما لم يكتمل الحمل مدة 28 أسبوع وذلك عام 1967, وتبعتها في ذلك إيطاليا (1968)و كندا (1969) وتونس (1973) واستريا (1974) وفرنسا (1975) وو نيوزلاندا (1977) وهولندا (1980) وبلجيكا (1990).
أما في الدول التي تحكمها الشريعة الإسلامية، فإن الإجهاض مسموح به مالم يتم الحمل 120 يومًا وذلك طبقًا للمذهب الحنفي، أما بعض المنتمين للمذهب المالكي فيعتقدون بأن نفخ الروح في الجنين داخل الرحم يتم لحظة التخصيب مما يترتب عليه تحريم الإجهاض خلال أي وقت من أوقات الحمل، وهو في ذلك يعد مشابهًا لفكر الكنيسة الرومانية الكاثوليكية. وطبقًا للشريعة الإسلامية أيضًا فإن عقوبة قيام المرأة الحامل بالإجهاض تكون بدفع غرامة مالية لوالد الجنين أو ورثته.

## القوانين الوطنية
يعد الإجهاض مباحًا في معظم الدول ولكن تختلف أسباب وظوف إباحته. فطبقًا لإحصاءات مركز الحقوق الإنجابية عام 2013 للقوانين العالمية حول الإجهاض يكون مباحًا إن كان الحمل مهددًا لحياة الأم في 66 دولة أي 25.64% من الدول، وإن كان الحمل مسببًا لمتاعب صحية في 59 دولة أي 13.75% من الدول ويضمن ذلك مشاكل في الصحة النفسية. ويباح أيضًا لأسباب اقتصادية واجتماعية في13 دولة أي 21.58% . ويتم الإجهاض بناءً على رغبة الأم في 61 دولة أي 39.22% من الدول تشمل دول أمريكا الشمالية ومعظم الدول الأوروبية.

## القانون الدولي
هناك العديد من القوانين الدولية التي تتعامل مع الإجهاض. وقد أوضحت الاتفاقية الأمريكية لحقوق الإنسان عام 2013 أن حياة الإنسان تبدا من لحظة الحمل. وقد أجبرت لجنة الأمم المتحدة لحقوق الإنسان دولة بيرو على دفع تعويضات لسيدة تدعى (كـ. ل) لعدم حصولها على الرعاية الطبية التي تمكنها من إجراء الإجهاض اللازم لحالتها الصحية، وكانت تلك أول مرة تعقد فيها الأمم المتحدة مساءلة لبلد ما لعدم توفيرها خدمات الإجهاض بشكل صحي وقانوني لمواطنة ما على اعتباره حقًا من حقوق الإنسان. وقد حصلت (كـ. ل) على التعويض بالفعل عام 2016.